# Pia Gruvö
Pia Margareta Gruvö, född 4 maj 1962 i Eksjö församling i Jönköpings län, är en svensk försvarsforskare.

## Biografi
Pia Gruvö avlade filosofie magister-examen i matematisk statistik vid Lunds universitet 1988, varpå hon samma år anställdes vid Försvarets radioanstalt. Hon är sedan 2001 verksam vid Militära underrättelse- och säkerhetstjänsten i Högkvarteret: som kryptolog 2001–2005, som sektionschef 2005–2007, som chef för Avdelningen för krypto och IT-säkerhet 2007–2020 och som kryptostrateg från 2020.
År 2022 blev Gruvö en av de fjorton personer i världen som är utvald till "Trusted Community Representative" och "Crypto Officer" då hon efterträdde Anne-Marie Eklund Löwinder. Rollerna innebär att personen har nycklar till en av de två av ICANN:s år 2010 upprättade datacentraler som upprätthåller identifieringssäkerhet för Internets adressregister DNS i Internets rotzon enligt specifikationerna i DNSSEC (Domain Name System Security Extentions).
Pia Gruvö invaldes 2013 som ledamot av Kungliga Krigsvetenskapsakademien.